# Armand Swartenbroeks
Armand J. Swartenbroeks (Laeken, 30 de juny de 1892 - Koekelberg, 3 d'octubre de 1980) fou un futbolista belga de la dècada de 1920.

## Trajectòria
Fou 53 cops internacional amb la selecció belga de futbol, amb la qual participà en els Jocs Olímpics de 1920, on guanyà la medalla d'or, i als Jocs de 1924. Pel que fa a clubs, jugà al Daring Club de Bruxelles.